# Monastère des Clarisses de Lourdes
Le monastère des Clarisses de Lourdes un couvent de l'ordre de Sainte Claire situé dans la commune de Lourdes, dans le département des Hautes-Pyrénées, en Occitanie, France. Il relève du diocèse de Tarbes et Lourdes.

## Historique
Entrée au monastère de Lyon, Mère Marie-Thérèse arrive en mars 1876 à Lourdes, elle fut la fondatrice et la première prieure du monastère des Clarisses de Lourdes.
Le 2 juillet 1877, fut inauguré le monastère des Clarisses.

### Le monastère en 2019
Une quinzaine de religieuses de divers pays et de tous âges vivent dans le monastère des Clarisses à Lourdes et y suivent la règle de sainte Claire. La communauté se voue entièrement à sa vocation première, la prière contemplative.

## Description

### Extérieur
À l'entrée du monastère est écrit : Monastère des Pauvres Clarisses.
Autour de la statue de sainte Claire d'Assise est écrit : sainte Claire priez pour nous

## Journée d'une moniale
Partagée entre la prière et le travail, les offices et les tâches quotidiennes d'entretien d'une vie en communauté.

## Prieures
- 1er prieure : Mère Marie-Thérèse (1876 - ? )

## Galerie

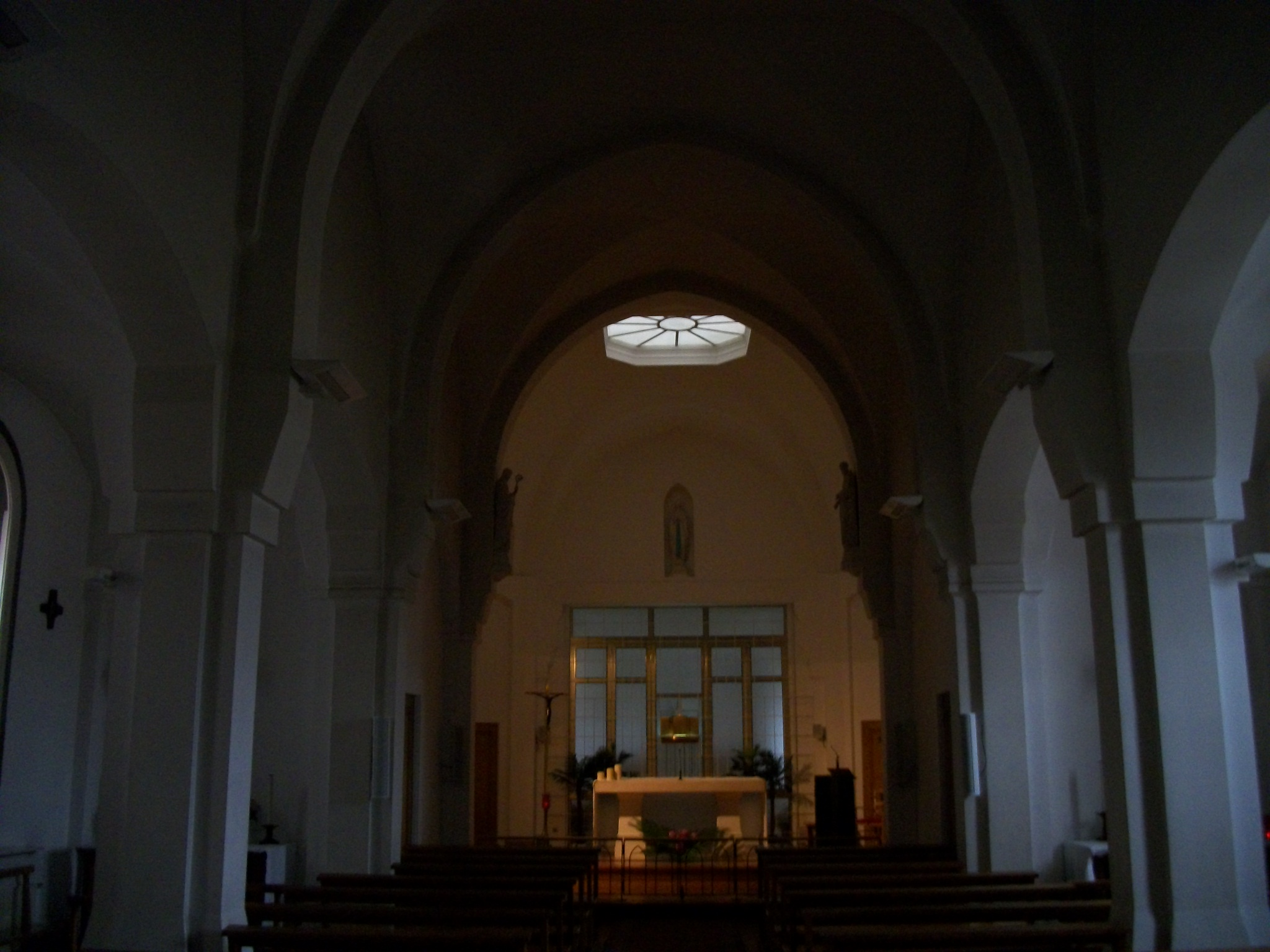
Intérieur de la chapelle.
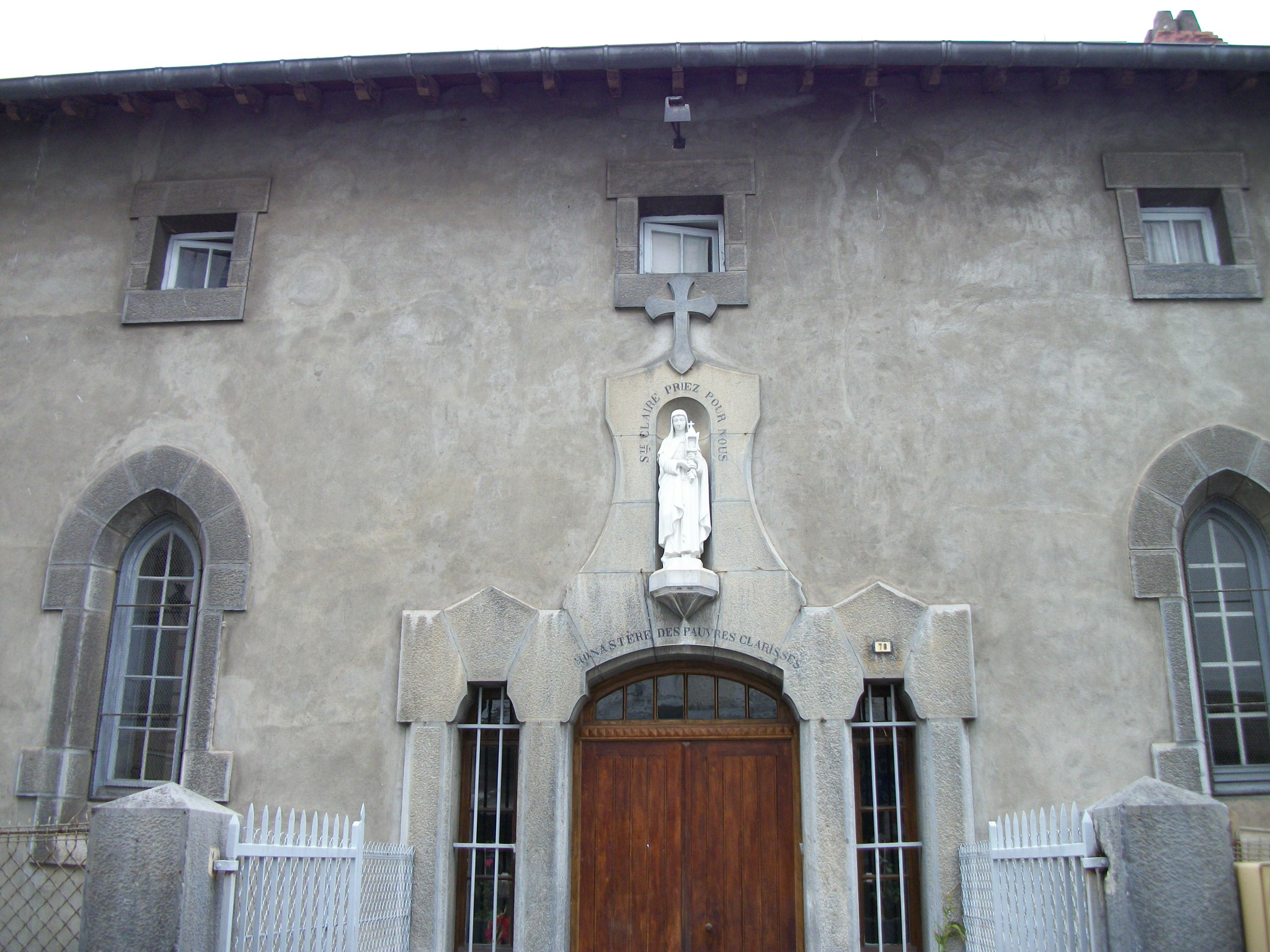
L'entrée du monastère avec au-dessus une statue de sainte Claire d'Assise.